# Шманьківчики

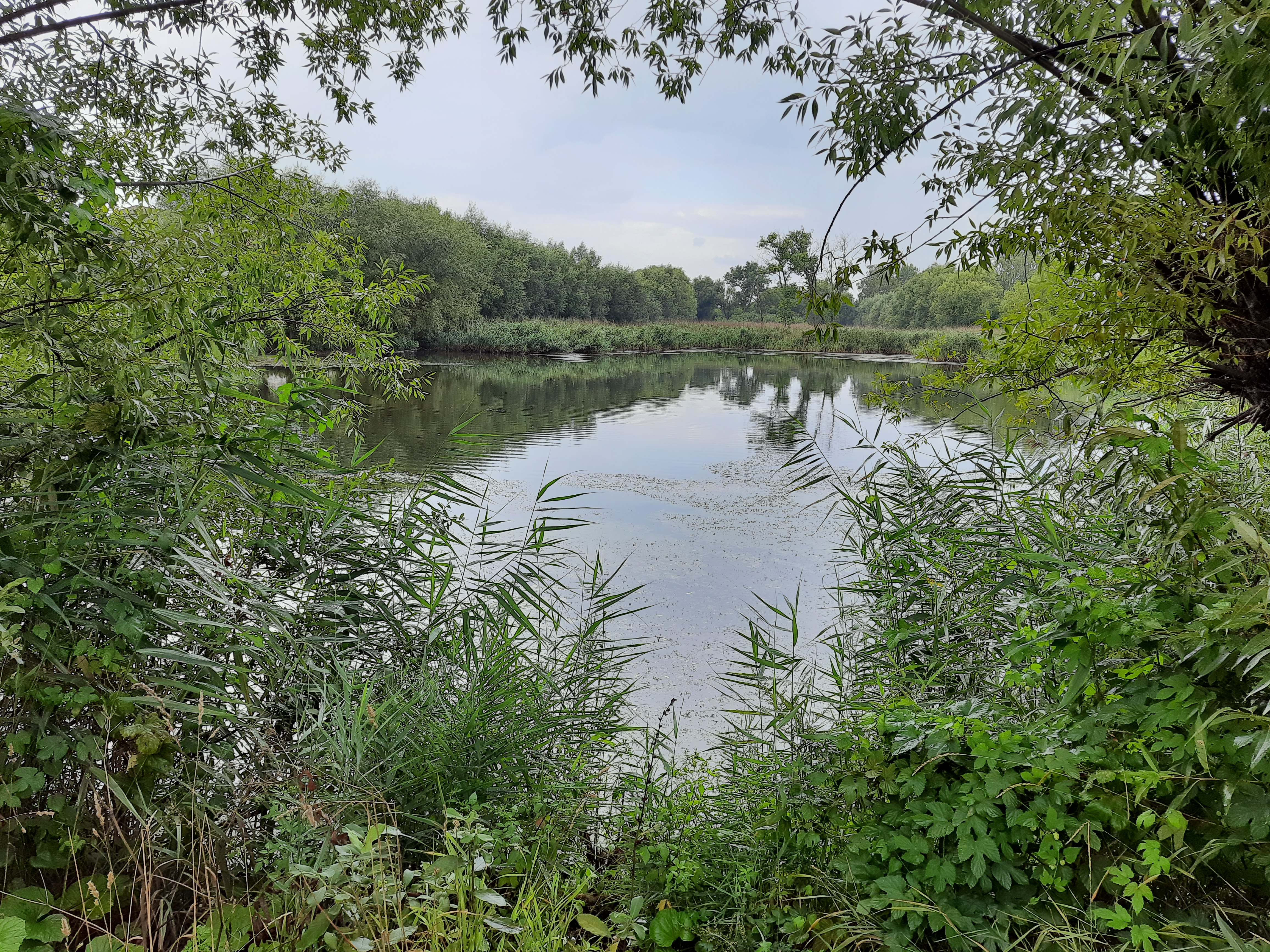
Став біля села

Шманькі́вчики — село в Україні, у Заводській селищній громаді Чортківського району Тернопільської області. Адміністративний центр колишньої Шманьківчицької сільської ради.

## Топоніміка
Частина населення Шманьківців заселилася поблизу лісу та старого битого шляху, який вів в сторону Скали та Кам'янця. Нове поселення також отримало співзвучну назву, назва якого походила від Шманьківців. Про це ствердив Михайло Худаш, він зазначив, що його назва означає «ті, що переселилися з села Шманьківців».
Микола Крикун подає наступні варіанти назв с. Шманьківчики, зафіксовані у хронологічному порядку у відповідних джерелах:
- Szmankowce Stare alias Małe alias Podleśne, с. — Кам'янецька земська книга 1610;
- Szmankowce, с. — Кам'янецька земська книга 1617, 1642;
- Szmankowce, с. — Подимний реєстр 1629, 1650 1661, 1667;
- Szmankowce, с. — Поголовний реєстр 1662;
- §imankofije-i Maleńki, с. — Кам'янецький дефтер 1681.

## Географія

### Розташування
Розташоване за 12 км від районного центру та за 2,5 км від однойменної залізничної станції.

### Місцевості
- Канал — хутір, розташований за 0,3 км від села. У 1952 році на хуторі — 4 двори, 11 мешканців[5].

## Історія
Відоме від XVII століття Вперше фігурує у документах за 1610 рік під назвою Шманьківці Старі або Малі або Підлісні, в 1678 — це Шманьківчики.
1785 року в селі проживали 494 особи. Досі зберігся палац Станіслава Виговського. Відомо, що в східній частині Шманьківчиків були маєтки оо. Домініканців з Чорткова, які разом з лісовим масивом володіли 600 морґами землі. Селяни мали у володінні 400 морґів.
1880 року у Шманьківчиках було 69 (60 — в селі, 9 — на території маєтку) будинків, в яких проживало 464 особи. У 1900 році — 741 мешканець, 1910 — 754, 1921 — 710, 1931 — 760; у 1921 році. — 133, 1931 — 169 дворів.
За Австро-Угорщини функціонувала 1-класна школа, за Польщі — 2-класна школа (обидві з польською мовою навчання), які містилися в хаті. У 1872 році мешканці села побудували каплицю, 1912 році — школу, 1927 року — читальню. Працювали гуральня, млин, цегельня, корчма.
Протягом 1920—1930-х років діяли філії товариств «Просвіта», «Луг», «Сільський господар», «Рідна школа» та інших, кооператива.
Діяли польські товариства «Кулко рольніче» (пол. Kółko rolnicze), «Стшелєц» (пол. Związek Strzelecki) і «Дім людовий» (пол. Dom ludowy, себто «Народний дім»).
Деякий період Шманьківчики були центром однойменної гміни. З 1 серпня 1934 року до 1939 року село належало до гміни Колиндяни.
Напередодні другої світової війни (1938 року) зі шпихліра на фільварку побудовано костел. Польська влада заарештувала Василя А. й Василя Т. Захарчуків і ув'язнила їх у концтаборі Береза Картузька.
Після встановлення у вересні 1939 року радянської влади головою сільської ради обрали Максима Козяра. Цього ж року націоналізували кредитову кооперативу, а читальню «Просвіти» перейменували на клуб.
1941 року виселили до Сибіру родини Захарчуків і Федора Калужняка. Після відступу Червоної армії цього ж року в селі насипали могилу полеглим і встановили хрест.
У 1939—1941 роках в Чортківській тюрмі органи НКВС замучили і розстріляли жителів Шманьківчиків Антона Барашовича, Мирослава Боднарука, Івана Горячого; 20–21 липня 1941 року розстріляли в Умані на Черкащині Івана Глуха, Петра Германа, Олексу Горячого, Федора Давидюка й Антона Слоту. В УПА воювали Василь Бригадир, Василь Вільховий, Мирослав Горячий, Антон і Ольга Захарчуки, Іван та Розалія Мостовичі, Антін і Михайло Юрківи та інших.
Під час німецько-радянської війни загинули або пропали безвісти у Червоній армії: Юліан Бойко (нар. 1912), Максим Бояновський (нар. 1905), Максим Вербовецький (нар. 1906), Василь Гира (нар. 1918), Степан Глух (нар. 1920), Антон (нар. 1897), Микола (нар. 1903) та Ярослав Захарчуки (нар. 1921), Василь Клим, Василь Куць (нар. 1904), Михайло Міщій, Михайло Пирожик (нар. 1906), Омелян Решетило (нар. 1904), Василь (нар. 1912) і Михайло (нар. 1918) Стеці, Микола Ушій (нар. 1910), Василь Чудик (нар. 1904).
12 червня 2020 року, відповідно до розпорядження Кабінету Міністрів України № 724-р «Про визначення адміністративних центрів та затвердження територій територіальних громад Тернопільської області» увійшло до складу Заводської селищної громади.
19 липня 2020 року, в результаті адміністративно-територіальної реформи та ліквідації Чортківського району (1940—2020), увійшло до складу новоутвореного Чортківського району.
З 27 листопада 2020 року Шманьківчики належать до Заводської селищної громади. 12 листопада 2021 року утворено Шманьківчицький старостинський округ.
30 липня 2020 року в Шманьківчиках було зареєстровано перший випадок інфікування COVID-19.

## Релігія
- церква святого великомученика Юрія Переможця (ПЦУ[14]; 1996)
- церква святого Юрія (УГКЦ; 1992)

## Пам'ятки
- Поселення Шманьківчики I (трипільська культура; ранньозалізний час) — щойно виявлений об'єкт культурної спадщини, охоронний номер 1870[15].
- пам'ятник воїнам-односельцям, полеглим у німецько-радянській війні (1968) — пам'ятка історії місцевого значення, охоронний номер 821[16];
- «фіґура» Матері Божої (1990)
- символічна курган-могила Борцям за волю України (1991);
- пам'ятний хрест на честь скасування панщини у Австро-Угорщині (1848).

## Інфраструктура

### Транспорт
Через село проліг автошлях Т 2001 Бучач — Чортків — Скала-Подільська.

## Соціальна сфера
До 2021 року функціонувала бібліотека, яку реорганізували в студію Центру культурних послуг Заводської селищної ради.
Працюють ЗОШ I ступеня, дитячий садок, бібліотека, фельдшерсько-акушерський пункт, відділення зв'язку, ВАТ «Чортківське племінне підприємство» (колишня держплемстанція), фермерське господарство «Величко», ВАТ «Тернопільська обласна рибоводно-меліоративна станція», Чортківське виробничо-торгове підприємство «Рій», ПП «Ольга-ЛТД», три торгових заклади.

## Населення
Станом на 2014 у селі (разом з хутором Канал) проживала 891 особа.
| 464 | 741 | 710 | 760 | 754 | 891 | 681 | 912 |

### Мова
Розподіл населення за рідною мовою за даними перепису 2001 року:
| Мова       | Кількість | Відсоток |
| ---------- | --------- | -------- |
| українська | 866       | 99.54%   |
| російська  | 3         | 0.34%    |
| білоруська | 1         | 0.12%    |
| Усього     | 870       | 100%     |

## Відомі люди
Народилися
- Руслан Вівчарик (1973—2023) — український військовослужбовець, учасник російсько-української війни[20][21];
- Віктор Гуменюк (нар. 1967) — голова Проводу «ОУН Руху» в Москві;
- Болеслав Дзедзиць (1909—1985) — польський правник, суддя, офіцер, політик в еміграції;
- Казімеж Мар'ян Дудзінський (1890—?) — польський військовослужбовець;
- Василь Захарчук (1899 — ?) — громадський діяч у Канаді;
- Зиґмунт Поляк (1896—1982) — польський військовослужбовець, активіст руху за незалежність, кавалер ордена «Virtuti Militari»;
- Іван Рудзевич (нар. 2001) — український футболіст, чемпіон Дефлімпійських ігор (2022)[22];
- Богдан Скробут (1946—2011) — український поет, дисидент, дослідник голодоморів в Україні, політичний та громадський діяч, ліквідатор аварії на ЧАЕС, діяч руху опору проти зросійщення та національної дискримінації українського народу;
- Наталія Стець (нар. 1972) — педагог, композитор, співачка[23].